# Ordinary Love
Ordinary Love – piosenka rockowej grupy U2, stworzona na potrzeby fabularnego filmu biograficznego o prezydencie Południowej Afryki Nelsonie Mandeli – Mandela: Droga do wolności. 29 listopada 2013 roku została wydana jako singel grupy, pierwszy po blisko pięcioletniej przerwie. 21 listopada 2013 na oficjalnej stronie zespołu opublikowano lyrics video do utworu z udziałem wokalisty Bono. Za utwór "Ordinary Love" grupa U2 otrzymała Złoty Glob, drugi w ich karierze.

## Lista utworów
1. "Ordinary Love"
2. "Breathe" (Mandela version)

## Notowania

### Media polskie
| Lista                                   | Pozycja |
| --------------------------------------- | ------- |
| Lista Przebojów Radia ZET               | 1       |
| Szczecińska Lista Przebojów             | 1       |
| Złota Trzydziestka Radia Koszalin       | 1       |
| Lista Przebojów Trójki                  | 1       |
| POPlista RMF FM                         | 1       |
| Lista Przebojów Radia PiK               | 1       |
| UWUEMKA                                 | 4       |
| Codzienna Lista Przebojów Radia Bielsko | 6       |
| Index Lista                             | 7       |
| Lista Przebojów Radia Merkury Poznań    | 9       |
| NRD Eska Rock                           | 16      |